# التمن (کلرادو)
التمن، کلورادو (به انگلیسی: Altman, Colorado) یک سکونتگاه مسکونی در ایالات متحده آمریکا است که در کلرادو واقع شده‌است.

## خصوصیات
التمن ۳٬۲۴۰ متر بالاتر از سطح دریا واقع شده‌است.